# Ariel de Bonis
Pour l’article homonyme, voir Ariel.
Ariel, op. 129, est une œuvre de Mel Bonis datant de 1925.

## Composition
Mel Bonis compose Ariel pour piano en 1925, sous le pseudonyme de Melos Bonisouffsky. L'œuvre existe sous quatre manuscrits : deux sont intitulés Ariel, et deux sont intitulé Scherzo. L'un des exemplaires est daté de 1928, avec la mention « à publier ». L'œuvre a été publiée de façon posthume par les éditions Furore en 2006.

## Analyse
François de Médicis évoque que certaines pièces, dont Ariel, ont un style musical et un titre qui se rapproche plus du symbolisme et ayant une inspiration plus personnelle. Ariel évoque un esprit au sexe ambigu qui fait les volontés du magicien Prospero dans La Tempête de William Shakespeare.

## Edition actuelle
- in Mel Bonis, œuvre pour piano, Voume 7, Pièces pittoresques et poétiques C ; Editions Furore, 2006

## Discographie
- Le Songe de Cléopâtre, Mel Bonis, Claudine Simon (piano), Ligia, 2012.

## Sources
- Étienne Jardin, Mel Bonis (1858-1937) : parcours d'une compositrice de la Belle Époque, 2020 (ISBN 978-2-330-13313-9 et 2-330-13313-8, OCLC 1153996478, lire en ligne)